# 塩埕区

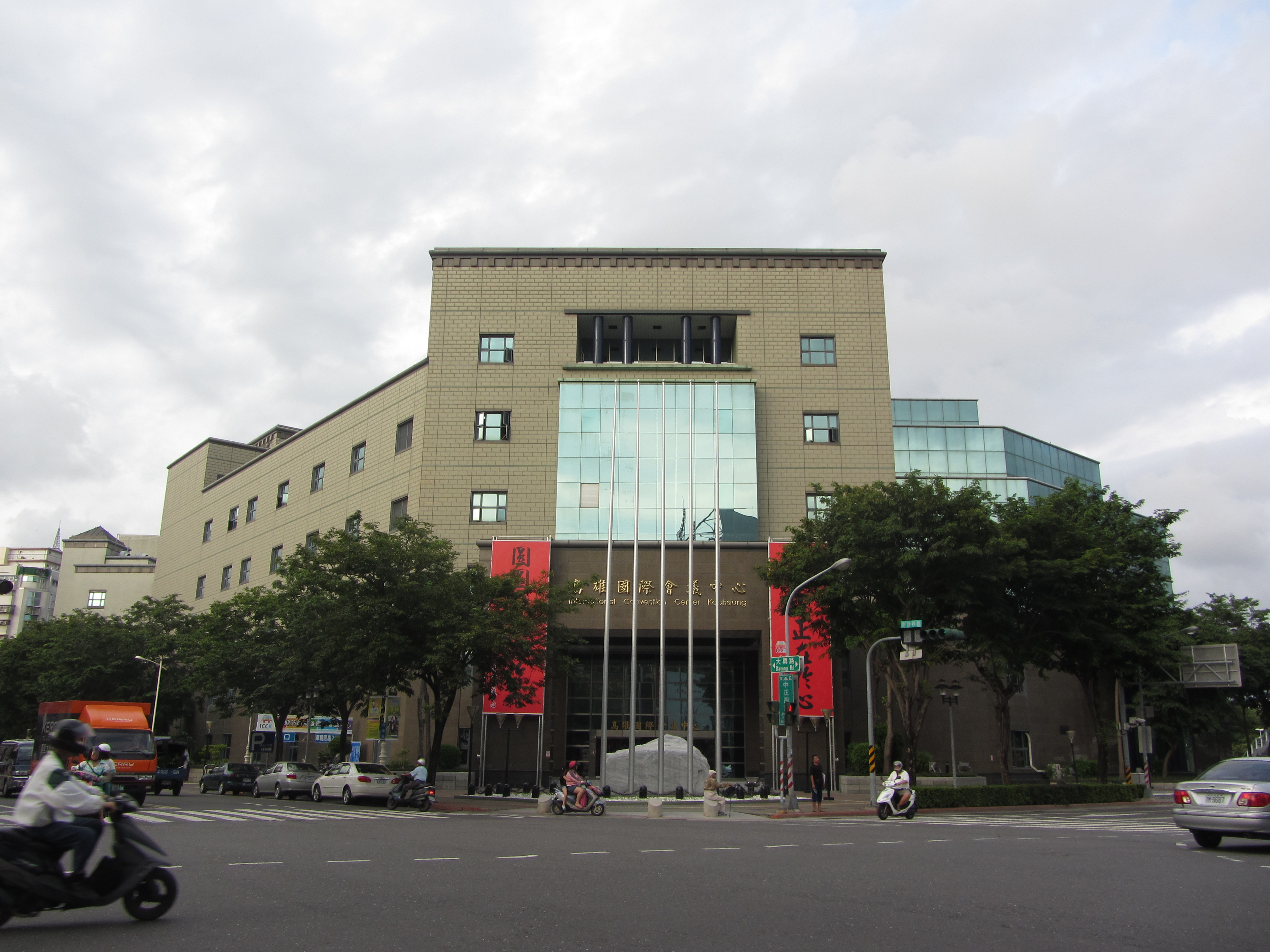
高雄国際会議センター

塩埕区（イェンチェン/えんてい-く）は、高雄市の市轄区。

## 歴史
塩埕区は17世紀のオランダ統治以前から漁業基地として利用されており、明末清初の鄭氏政権時代には製塩業を営む住民が居住していた。1701年、鳳山県衙がこの地の漁業、製塩業に着目し入植を積極的に進めた。当時打狗港に隣接していたことから打狗塩埕、後に瀬南塩埕と称されるようになる。埕とは「作業を行う広場」を表す方言字であり、製塩業に由来した地名である。
日本統治時代の1908年に高雄港が完成すると、浚渫した土壌は本区の埋め立てに利用され、塩田は埋立地として開発された。1928年、高雄私宅所が本区栄町（現在の高雄市立歴史博物館）に移転したことから急速な発展を遂げ、高雄最多の人口を擁する区となったが、商業の中心は市東部に移り、人口はその後激減して現在に至っている。

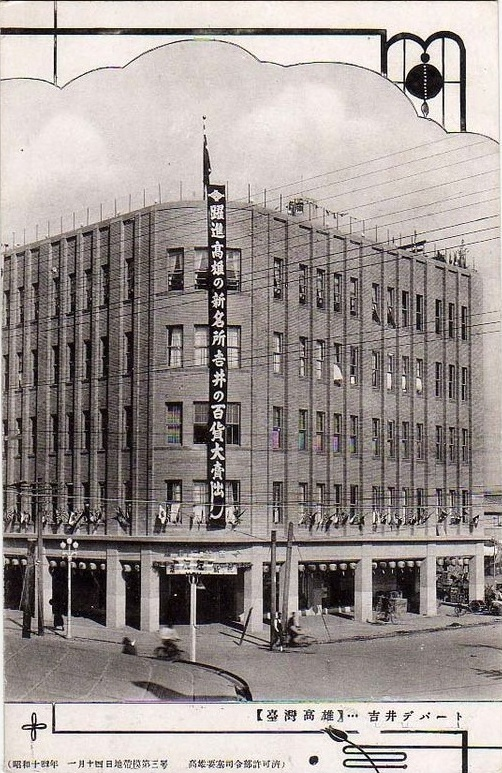
吉井百貨
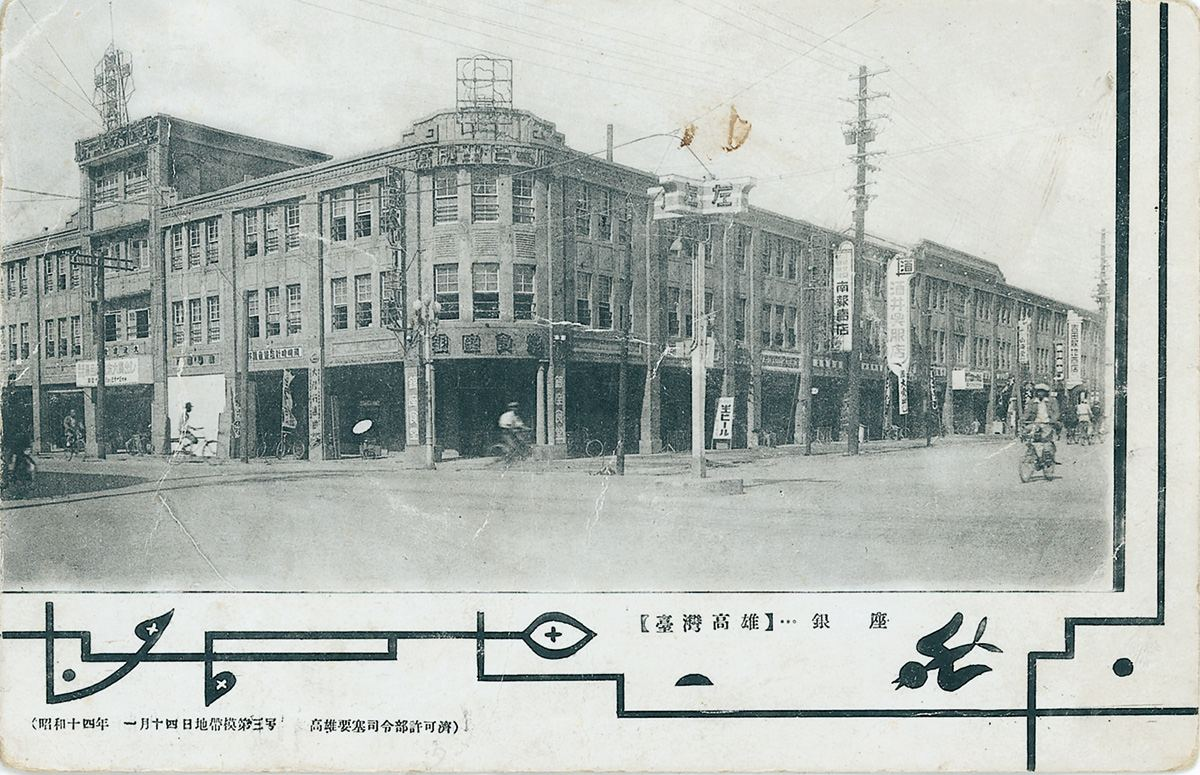
高雄銀座
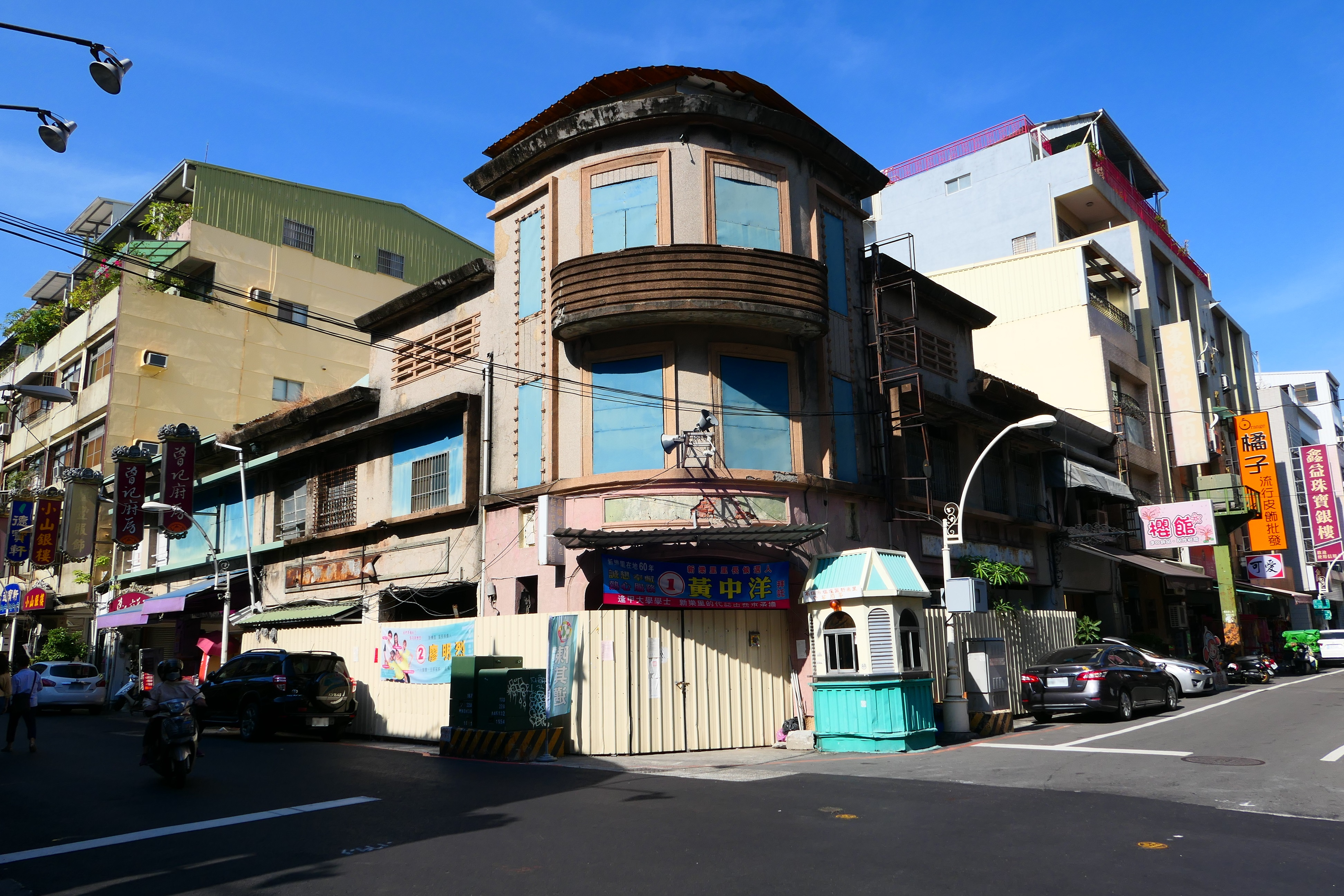
旧友松医院
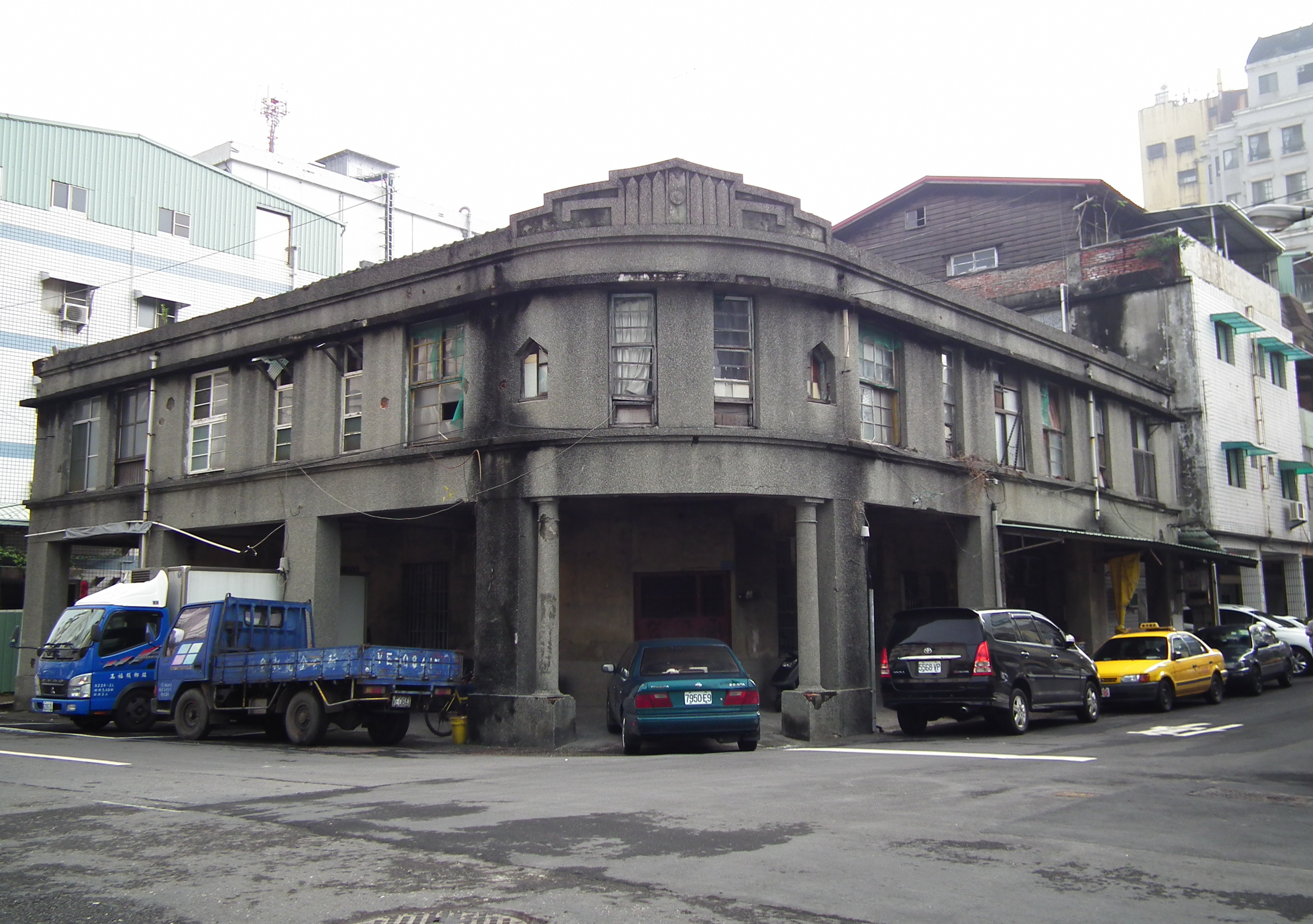
旧帖佐医院

## 行政区
| 里 |
| --- |
| 中山里、中原里、江西里、江南里、光明里、沙地里、育仁里、府北里、河浜里、南端里、教仁里、陸橋里、港都里、新化里、新楽里、新豊里、博愛里、慈愛里、寿星里、藍橋里、瀬南里 |

## 歴代区長
| 代     | 氏名   | 任期                  |
| ------ | ------ | --------------------- |
| 初代   | 林迦   | 1945年12月-1951年6月  |
| 第2代  | 郭万枝 | 1950年6月-1960年8月   |
| 第3代  | 黄嘉賓 | 1960年8月-1975年6月   |
| 第4代  | 楊世漢 | 1975年6月～1977年3月  |
| 第5代  | 張廷江 | 1977年3月～1977年7月  |
| 第6代  | 謝今井 | 1977年7月～1982年12月 |
| 第7代  | 荘錦進 | 1982年12月～1988年8月 |
| 第8代  | 陳文樟 | 1988年8月～1991年3月  |
| 第9代  | 黄清雄 | 1991年4月～1994年6月  |
| 第10代 | 陳良啓 | 1994年7月～1995年5月  |
| 第11代 | 李海鈺 | 1995年6月～1996年6月  |
| 第12代 | 呉岳璋 | 1996年6月～2000年12月 |
| 第13代 | 陳居豊 | 2000年12月～2002年1月 |
| 第14代 | 郭金池 | 2002年01月～2004年9月 |
| 第15代 | 郭明道 | 2004年9月～2007年1月  |
| 第16代 | 林玉魁 | 2007年1月～2009年4月  |
| 第17代 | 許金津 | 2009年4月～2013年6月  |
| 第18代 | 薛米惠 | 2013年6月～2015年1月  |
| 第19代 | 顏賜山 | 2015年1月～現職       |

## 交通

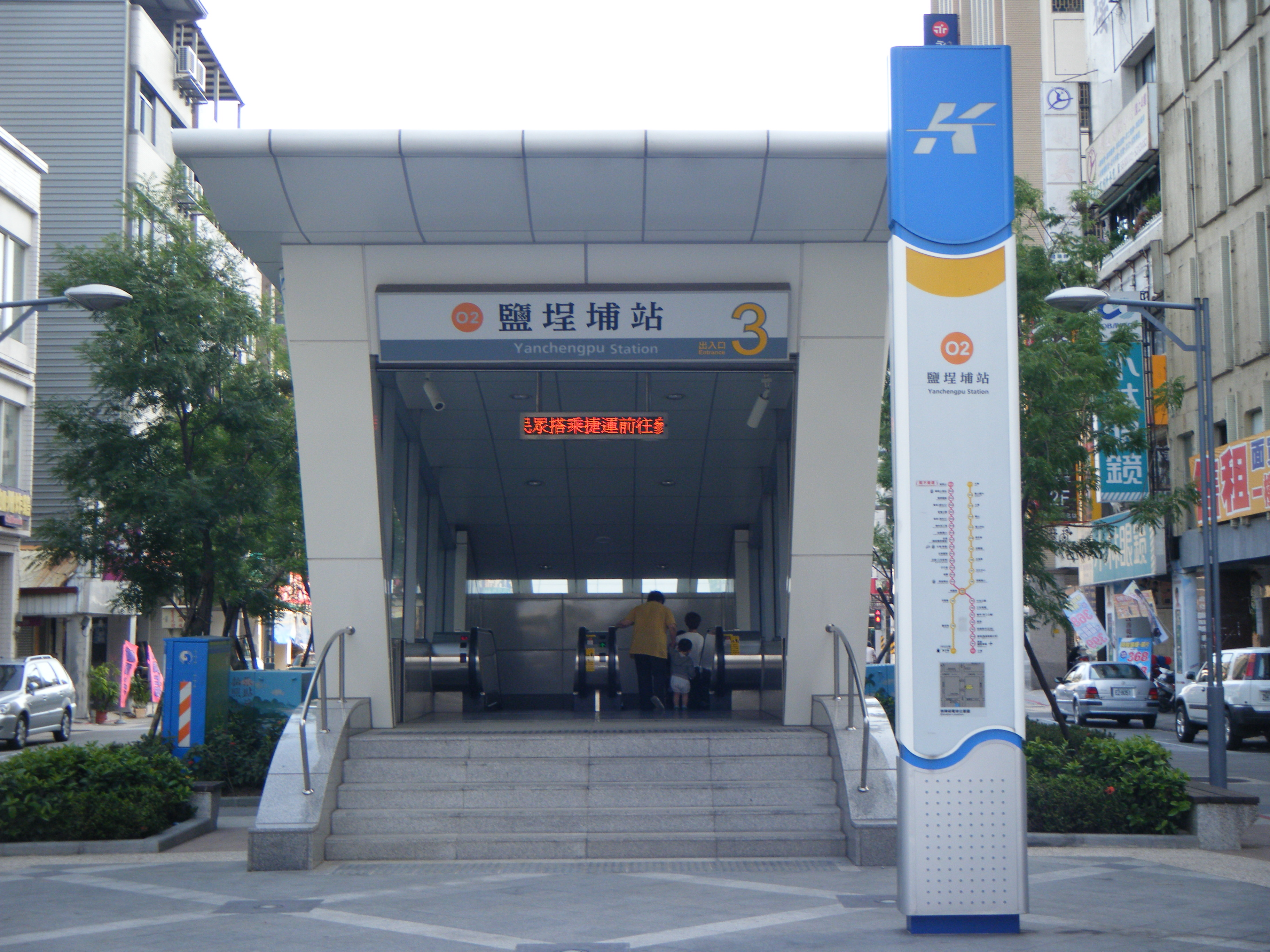
塩埕埔駅の3番出口

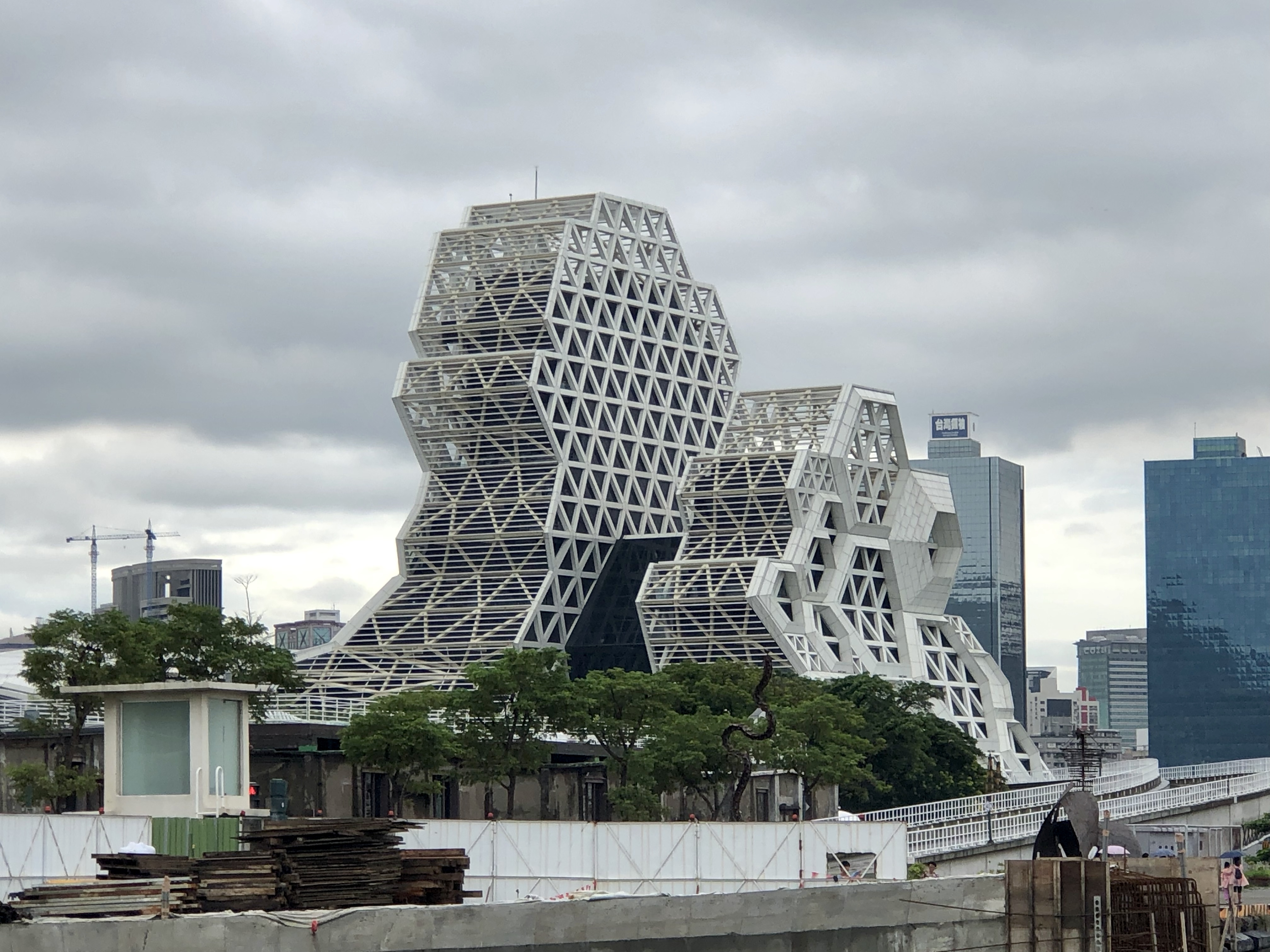
高雄流行音樂中心

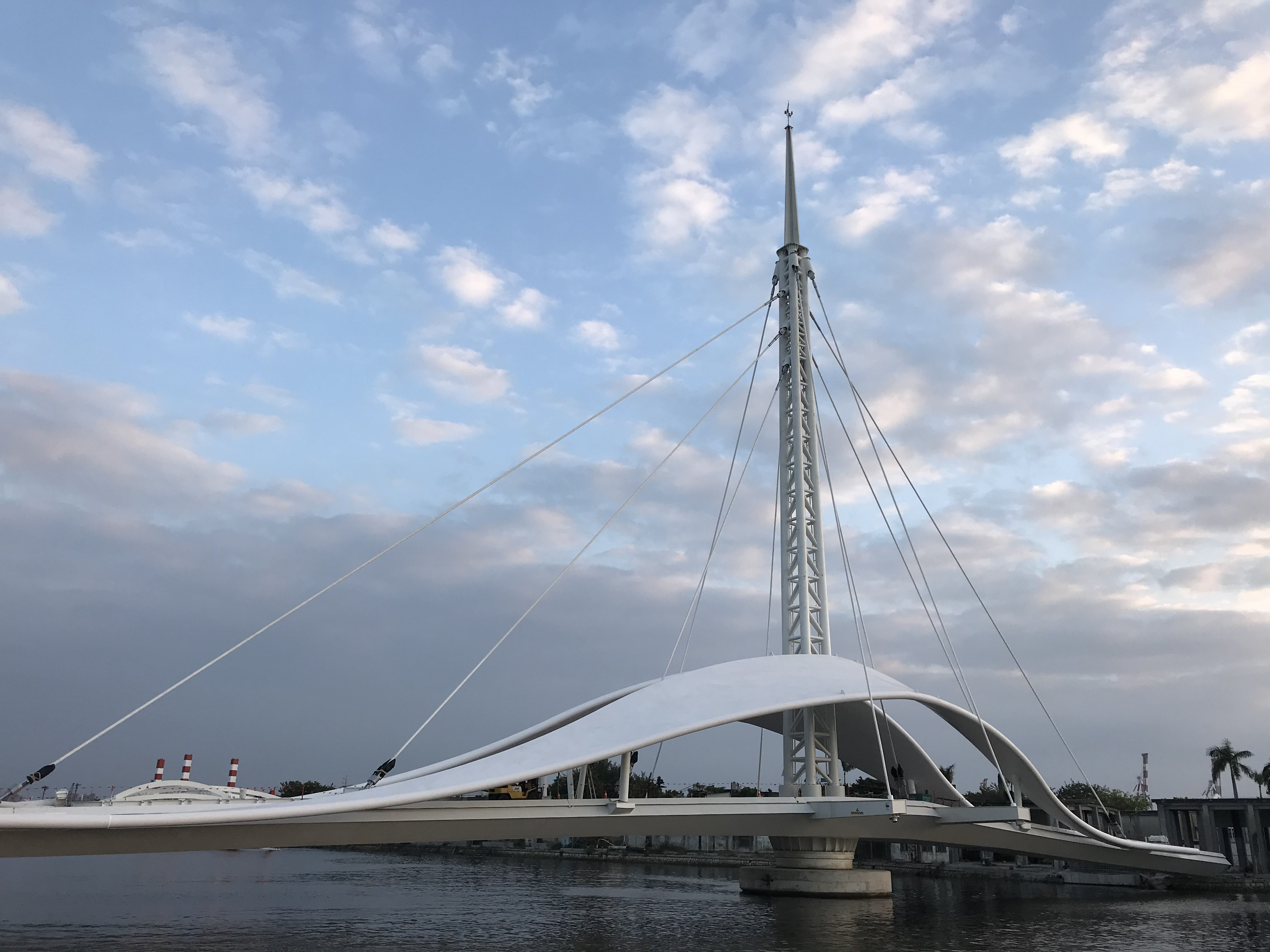
大港橋

### 高雄捷運
- 高雄捷運橘線 塩埕埔駅
- 高雄ライトレール 真愛碼頭駅、駁二大義駅、駁二蓬萊駅

## 教育
| 区分   | 数 | 名称                                                           |
| ------ | -- | -------------------------------------------------------------- |
| 大学   | 0  | -                                                              |
| 高職   | 0  | -                                                              |
| 高中   | 0  | -                                                              |
| 国中   | 1  | 高雄市立塩埕国民中学                                           |
| 国小   | 3  | 高雄市立塩埕国民小学 高雄市立忠孝国民小学 高雄市立光栄国民小学 |
| 幼稚園 | -  | 未編集                                                         |

## 観光

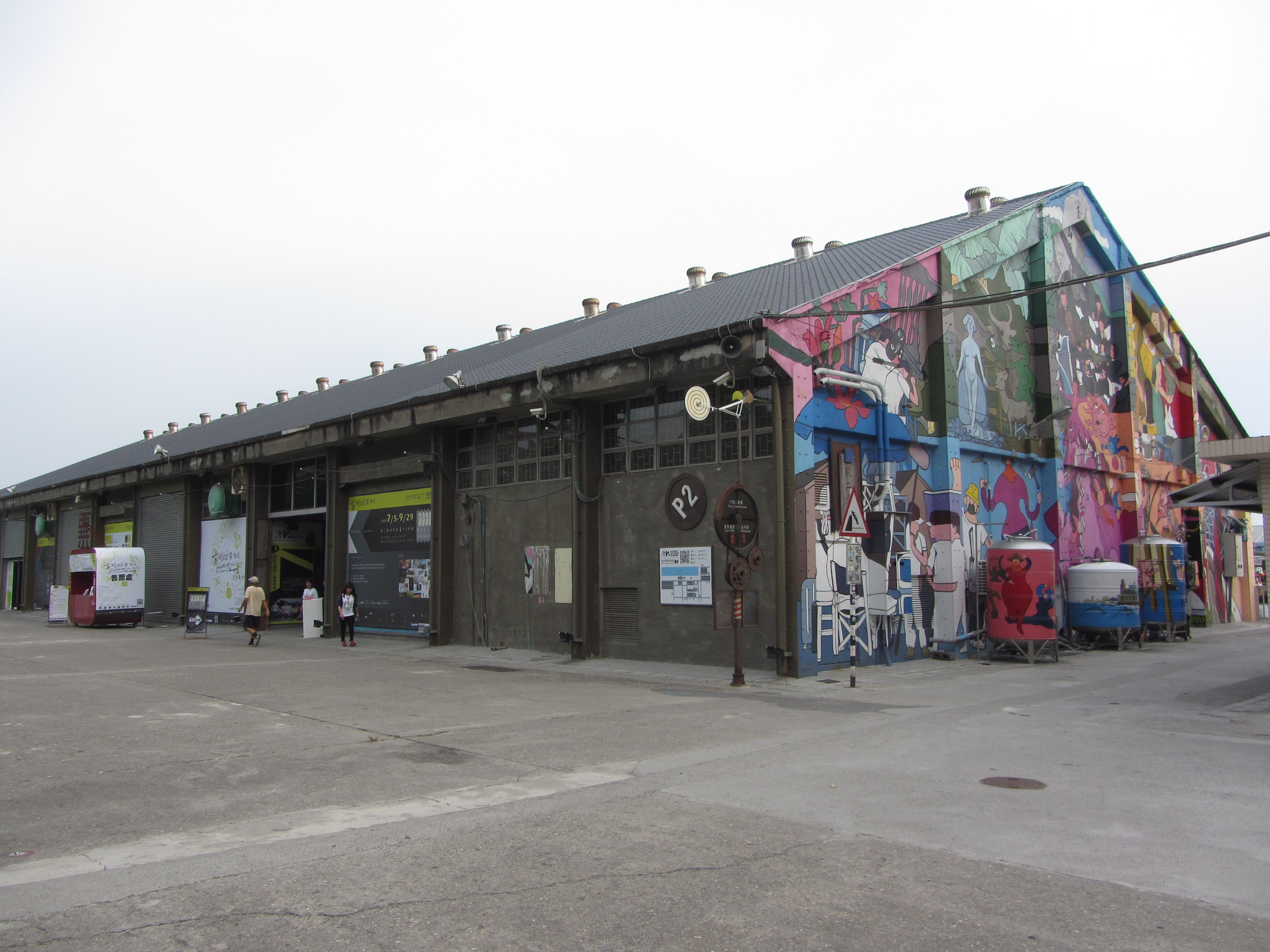
駁二芸術特区大勇倉庫群のP2倉庫

塩埕三山国王廟

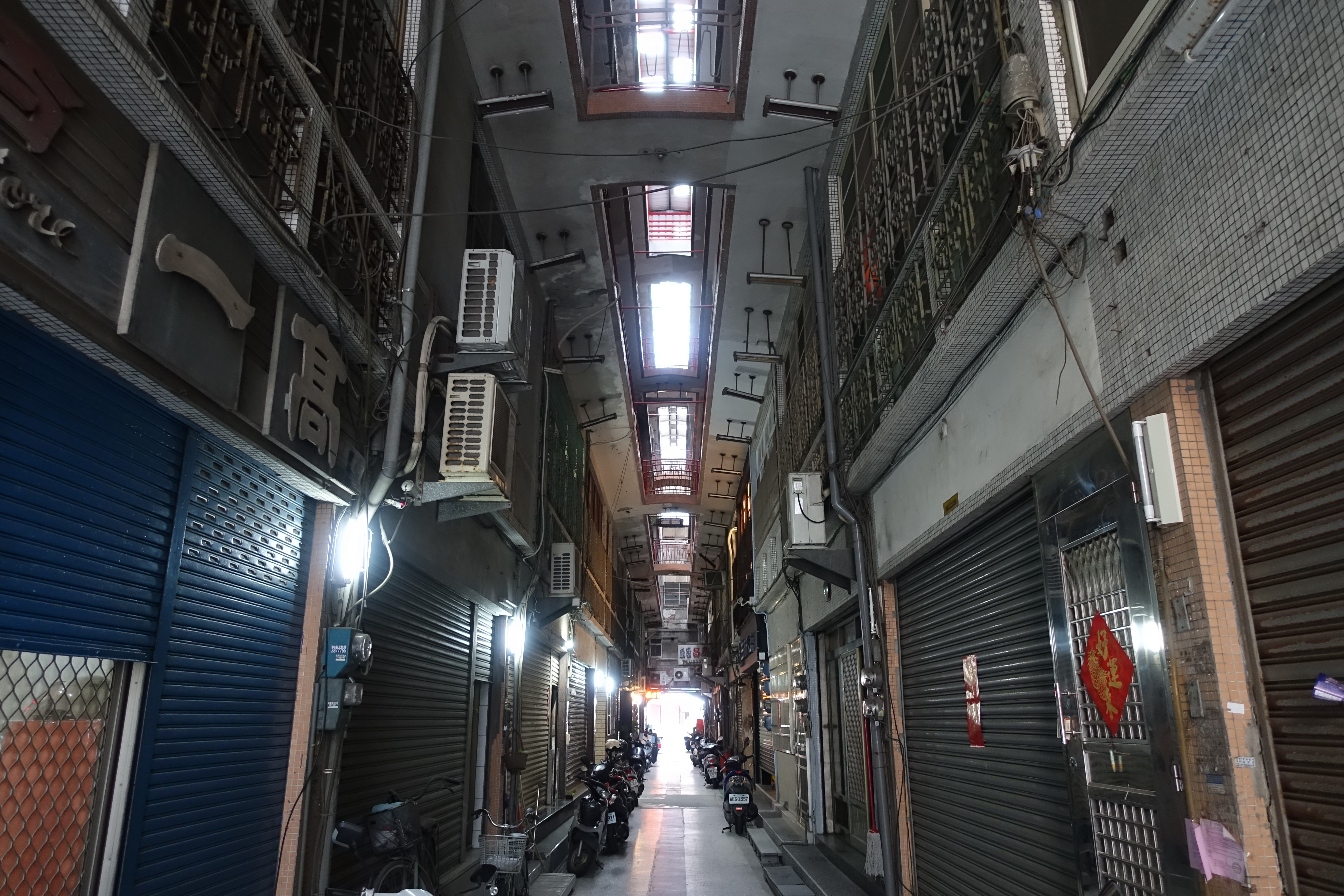
高雄銀座(国際商場)

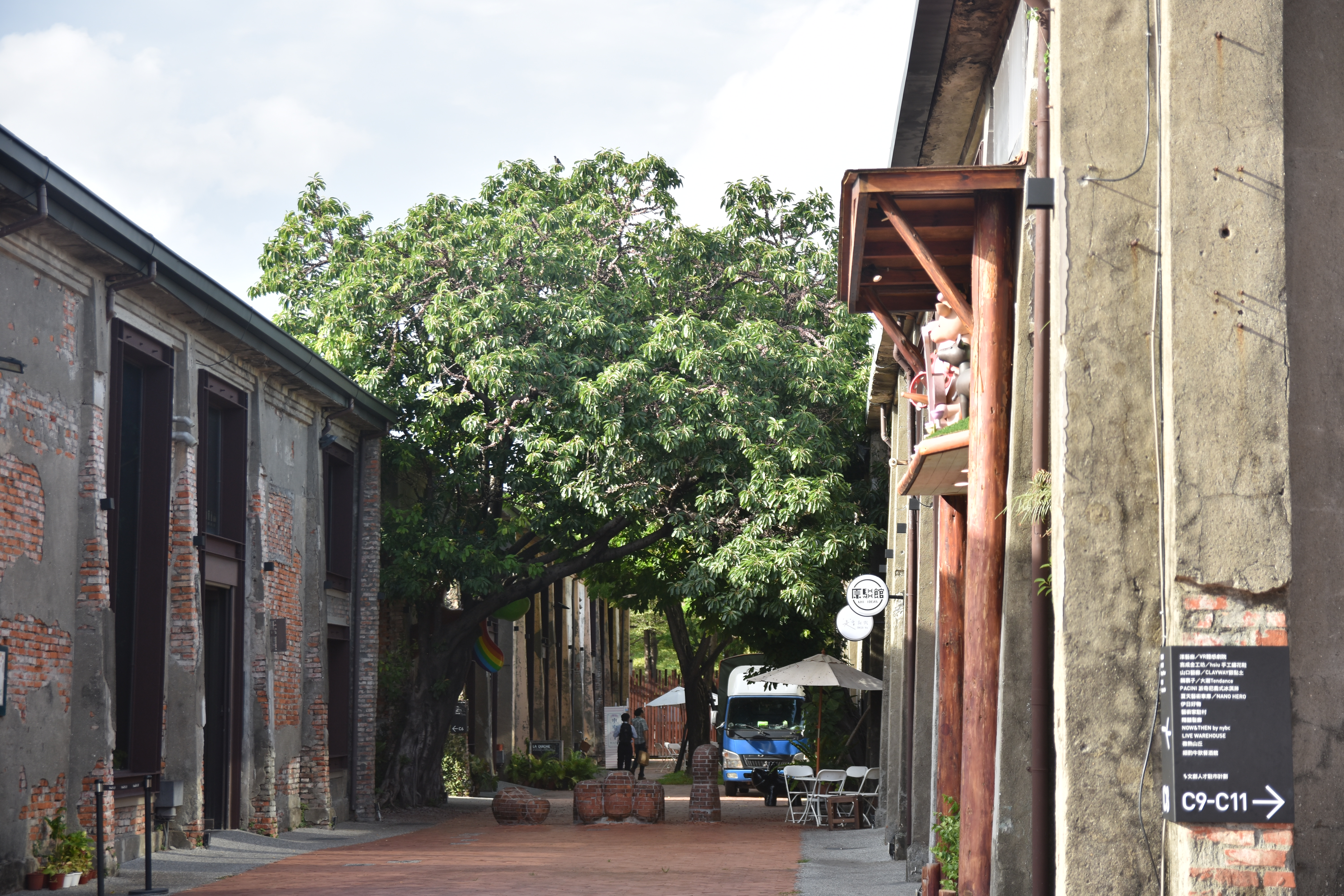
駁二芸術特区

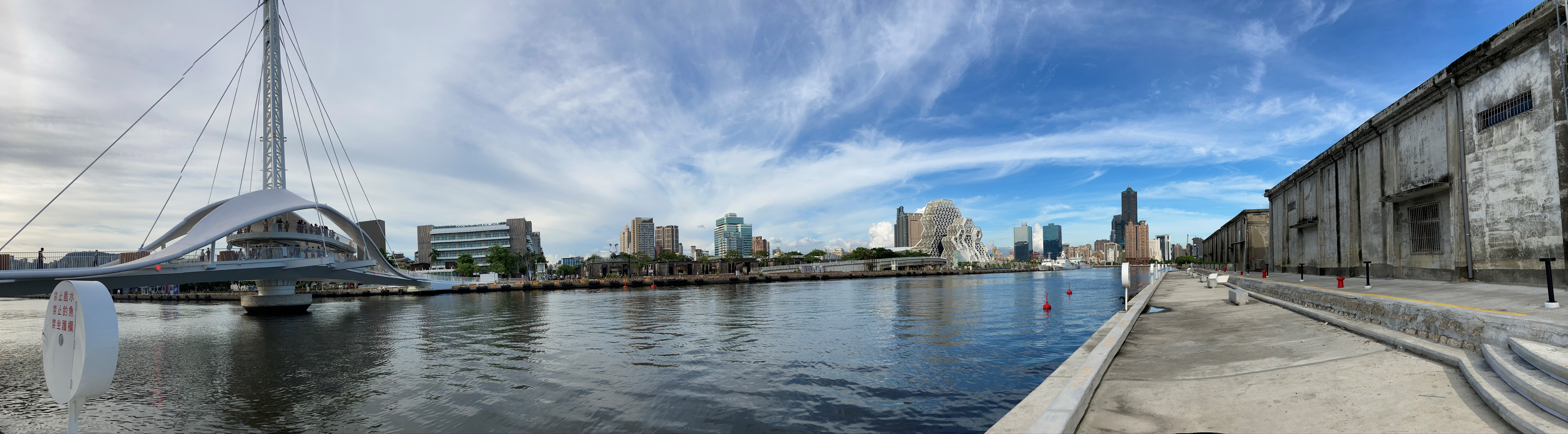
大港橋

- 高雄市立歷史博物館
- 駁二芸術特区（旧高雄港第二貨物埠頭）
- 高雄市音楽館
- 高雄国際会議センター
- 高雄市民広場
- 高雄流行音樂中心（中国語版）
- 高雄市映画博物館（中国語版）
- 大港橋（中国語版）
- 愛河
- 高雄文武聖殿（中国語版）
- 塩埕三山国王廟（中国語版）
- 霞海城隍廟
- 塩埕埔寿山宮
- 沙多宮
- 台湾基督長老教会塩埕教会
- 高雄銀座（中国語版）
- 堀江商場（中国語版）
- 大溝頂
- 賊仔市